# Grottes des Combarelles
De Grottes des Combarelles liggen ten oosten van Les Eyzies in het dal van de rivier Beune in de Dordogne in de Vézèrevallei in Aquitanië, Frankrijk.
De grot is in 1901 ontdekt en onderzocht door Louis Capitan, Henri Breuil en Denis Peyrony.
Er zijn circa 800 gravures uit de Magdalénien-periode van mammoets, steenbokken, onagers, beren, rendieren, reeën, neushoorns, bizons en vooral paarden. Een belangrijke tekening is die van een leeuwin. Ook zijn er tekeningen van mensenfiguren.
Bezoekers dienen vooraf te reserveren in verband met het geringe aantal mensen dat toegelaten wordt.

De vallei van de Grottes des Combarelles